# Kinect
A Kinect (kódnevén Project Natal) a Microsoft által fejlesztett speciális mozgásérzékelő eszköz az Xbox 360 és az Xbox One videójáték-konzolokhoz és windowsos PC-khez, ami 2010-ben jelent meg, abból a célből, hogy új felhasználókat csábítsanak a konzol megvásárlására. A többféle kamerát tartalmazó eszköz segítségével kontroller nélkül játszhatóak egyes játékok; az irányítás testmozgás, természetes gesztusok és szóbeli parancsok segítségével történik. A Kinect később Windows operációs rendszeren is megjelent 2012-ben. A kritikusok többnyire pozitív visszajelzést adtak az eszközzel kapcsolatban, míg kiemelték az újszerű megoldásokat, fájdalmazták hogy a mozgásérzékelés nem elég pontos.
A Kinect gyártását 2017 októberében fejezték be.

## Kinect 1.0 (2010)
Az eredeti Kinectet az Xbox 360 konzolhoz tervezték. Az eszköz tartalmaz egy kamerát, egy 3D-s távolság szenzort, és többféle mikrofont, így képes mozgásérzékelésre, valamint arc és hangfelismerésre. A távolság szenzor egy infrared lézer projektort, és egy beépített CMOS szenzort tartalmaz, ami lehetővé teszi, hogy az eszköz 3D videó adatokat rögzítsen bármilyen fénykörülmények között. Az érzékelési határt az eszköz a szabad területhez mérten, és a játéktól függően alakítja. A gyártó által adott információ szerint az eszköz egyszerre 6 embert tud nyomon követni. Az eszközt a játékosok igénye szerint 27 fokos szögben lehet elforgatni vízszíntesen, és függőlegesen.

## Kinect 2.0 (2013)
A Kinect továbbfejlesztett változatát az Xbox One konzolhoz tervezték. Az eszköz továbbfejlesztett változata javított mozgásérzékelést, és jobb minőségű kamerát tartalmaz. Az eszköz immár képes több ember, valamint a szívverés, és a mozgás gyorsaságának érzékelésére. A továbbfejlesztett változat 2013. november 22.-én jelent meg.

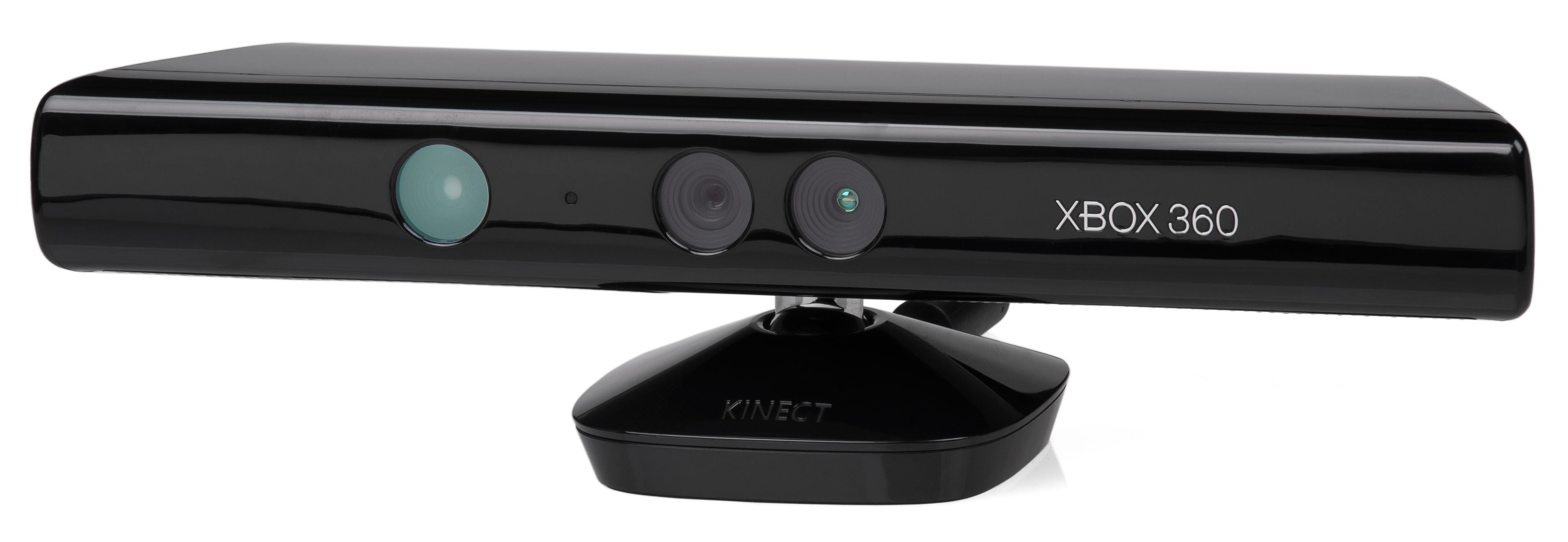
A Kinect Xbox 360-hoz

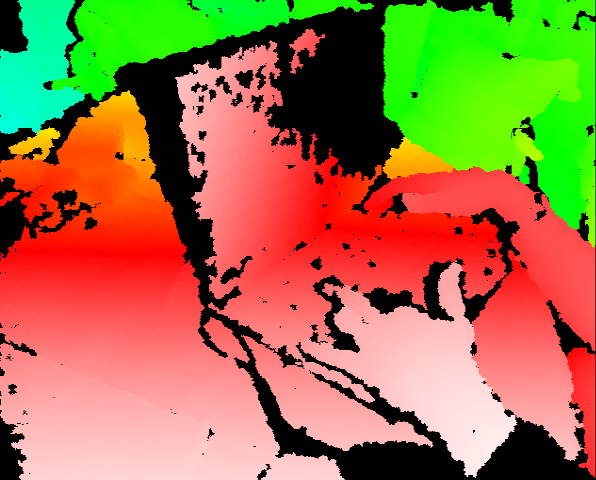
A Kinect képes a objektumok távolságát kiszámolni

## Szoftver
A gesztusokkal való és a szóbeli irányítás mellett lehet videó chatet kezdeményezni Windows Live Messenger felhasználók számára. Az eszköz egyébként számos Windows applikációban felhasználható. A konzol esetében a Kinect szenzort igénylő játékokat speciális lila tokokba csomagolják, ami tartalmazza a "Requires Kinect Sensor" (magyarul: Kinect szenzor szükséges) feliratot. Az eszköz 17 támogatott játékkal indult. Ez a lista később kibővült az évek során, több kiadó fejlesztett Kinect-et támogató játékokat, mint például: Ubisoft, Electronic Arts, Disney, Activision, és még számos cég. Ezen kívül sok Xbox Live Arcade-n megjelentetett játék is támogatja az eszközt.

### Megjelent játékok
Jelenleg több mint 130 Kinect játék elérhető.
- Kinect Fun Labs
- Kinect Adventures
- Kinect Sports
- Kinect Sports Season Two
- Kinect Star Wars
- Harry Potter for Kinect[4]
- Fable: The Journey
- Kinect Joyride
- Just Dance sorozat
- Gunstringer
- Rise of Nightmares
- Fruit Ninja
- Kinect Rush
- Kinect Disneyland
- Kinect Sports Rivals